# غريغ سامبسون
غريغ سامبسون (بالإنجليزية: Greg Sampson)‏ هو لاعب كرة قدم أمريكية أمريكي، ولد في 25 أكتوبر 1950 في بيلينغام في الولايات المتحدة.

## وصلات خارجية
- غريغ سامبسون على موقع مرجع كرة القدم المحترفة.كوم (الإنجليزية)